# Scolastique (prénom)
Pour les articles homonymes, voir Scolastique et Sainte Scolastique.
Cette page présente le prénom Scolastique ainsi que ses variantes.
Scolastique ou Scholastique est un prénom féminin. Sans jamais être fréquent, il est avéré depuis plusieurs siècles, quoique devenu très rare au XXIe siècle.
Ce prénom est porté, par exemple, par Sainte Scolastique, par l'abbesse Scholastique-Gabrielle de Livron-Bourbonne, comme nom de religion, en 1629, et par l’écrivaine Scholastique Mukasonga.